# Киилерих, Якоб
Якоб Киилерих Раск (дат. Jakob Kiilerich Rask; род. 10 мая 2000) — датский футболист, защитник «Коллинга», выступающий на правах аренды за шведский «Мьельбю».

## Клубная карьера
На молодёжном уровне выступал за команды академий «Хорсенса» и «Орхуса». В 2019 году перешёл в «Коллинг», выступающий в первом датском дивизионе. 15 сентября дебютировал за клуб в чемпионате в гостевом поединке с «Веннсюсселем». Спустя два сезона вместе с клубом вылетел во второй дивизион, откуда вернулись в 2023 году.
27 марта 2024 года на правах аренды до конца года перешёл в шведский «Мьельбю». В чемпионате Швеции дебютировал 21 апреля в игре с ГАИС. Киилерих появился на поле на 30-й минуте вместо получившего повреждение Тома Петтерссона и на 80-й минуте забил единственный гол своей команды в матче.

## Клубная статистика
| Выступление      | Выступление      | Выступление      | Лига | Лига | Кубки | Кубки | Конт. кубки | Конт. кубки | Итого | Итого |
| Клуб             | Лига             | Сезон            | Игры | Голы | Игры  | Голы  | Игры        | Голы        | Игры  | Голы  |
| ---------------- | ---------------- | ---------------- | ---- | ---- | ----- | ----- | ----------- | ----------- | ----- | ----- |
| Коллинг          | 1-й дивизион     | 2019/20          | 14   | 0    | 0     | 0     | 0           | 0           | 14    | 0     |
| Коллинг          | 1-й дивизион     | 2020/21          | 25   | 0    | 0     | 0     | 0           | 0           | 25    | 0     |
| Коллинг          | 2-й дивизион     | 2021/22          | 32   | 2    | 6     | 0     | 0           | 0           | 38    | 2     |
| Коллинг          | 2-й дивизион     | 2022/23          | 29   | 4    | 2     | 0     | 0           | 0           | 31    | 4     |
| Коллинг          | 1-й дивизион     | 2023/24          | 12   | 1    | 0     | 0     | 0           | 0           | 12    | 1     |
| Коллинг          | Итого            | Итого            | 112  | 7    | 8     | 0     | 0           | 0           | 120   | 7     |
| → Мьельбю        | Алльсвенскан     | 2024             | 5    | 2    | 0     | 0     | 0           | 0           | 5     | 2     |
| → Мьельбю        | Итого            | Итого            | 5    | 2    | 0     | 0     | 0           | 0           | 5     | 2     |
| Всего за карьеру | Всего за карьеру | Всего за карьеру | 117  | 9    | 8     | 0     | 0           | 0           | 125   | 9     |